# ابن الخلال
أبو الحجاج موفق الدين يوسف بن محمد بن الحسين (؟؟؟ - 23 جمادي الآخرة 566 هـ/30 مارس 1170 م) ويُعرَف بابن الخلال، هو شاعر مصري عاش في القرن السادس الهجري. لا يُعرَف الكثير عن تفاصيل حياته، والثابت أنَّه تولَّى ديوان الإنشاء في خلافة الحافظ لدين الله الفاطمي، وظلَّ في منصبه حتى خلافة العاضد لدين الله، عندما شاخ وفقد بصره، فتخلَّى عن عمله ومكث في بيته حتى وفاته. أجاد ابن الخلال نظم الشعر، غير أنَّه اشتهر كاتباً أكثر منه شاعراً، ونظم أبياتاً في الغزل والرثاء والوصف. وأخذ عنه القاضي الفاضل فنون الإنشاء، ويُعدُّ ابن الخلال من أساتذته. تُوفِّي ابن الخلال في شهر جمادى الآخرة من سنة 566 هـ في مصر